# Minori Scramble!
Minori Scramble! (яп. みのりスクランブル! Минори Сукурамбуру!) — манга, написанная и иллюстрированная Микагэ Тихаей. Выпускалась в журнале Manga Time Kirara Forward издательства Houbunsha с июля 2007 по февраль 2008 года. Единственный танкобон был выпущен также в феврале 2008 года. В сентябре 2010 года было объявлено о запуске в производство аниме по сюжету манги, OVA вышла 15 февраля 2012 года.

## Сюжет
Сюжет рассказывает о приключениях пятиклассницы Тамаки Какэгавы, чей отец является исследователем пингвинов. Постоянно находившейся среди этих животных девочке они надоедают, и тогда отец решает снова вернуть к ним её интерес, создав человека-пингвина Минори.